# روزالي بيرش
روزالي بيرش (6 ديسمبر 1983 في المملكة المتحدة - ) (بالإنجليزية: Rosalie Birch)‏ هي لاعبة كريكت بريطانية. شاركت مع منتخب إنجلترا للكريكت.

## وصلات خارجية
- روزالي بيرش على موقع إي آس بي آن كريك إنفو (الإنجليزية)